# UNTIL LOST ALL RECORDS
UNTIL LOST ALL RECORDS（アンティルロストオールレコーズ）は、北海道小樽市を拠点とした日本のインディーズレーベルである。TWO-nothingのギタリストでもある武藤翔大（通称：ムー）が代表を務める。

## 経歴
2011年、小樽市を拠点に活動していたTWO-nothingに様々なレコード会社からCDリリースのオファーが来るものの、条件が合わず流れてしまう。ならばと、TWO-nothingリーダーの武藤が自らが発起人となり設立した。
後にTWO-nothingのドラムを務める土田和摩がデザイナーとして、デザイン関係、物販の作成などを担当し、2人体制で本格的に始動した。
その後も所属バンドの青春パンクバンドカメレオン7や、KLUB COUNTER ACTION内レーベルのHOPPING RECORDS所属の男女ツインボーカルTAGNUTS&TWO-nothingのスプリット作品、北海道のバンドを集結したコンピレーション作品の発売などの作品を発売した。
2016年、これまで他の仕事と二足のわらじで運営してきたが、設立5年目にしてようやっと2人揃って脱サラに成功した。

## 所属アーティスト
- TWO-nothing（2011年 - ）
- カメレオン7（2012年 - ）